# جان مارسيل أونوريه
جان مارسيل أونوريه (بالفرنسية: Jean Honoré)‏ هو كاهن كاثوليكي وأستاذ جامعي فرنسي، ولد في 13 أغسطس 1920 في Saint-Brice-en-Coglès ‏ في فرنسا، وتوفي في 28 فبراير 2013 في مدينة تور في فرنسا.